# Cellérier
Dans un monastère, notamment dans une abbaye, ou dans un prieuré de bénédictins, le cellérier (de cellier « chambre aux provisions ») est un religieux :
- chargé de l'approvisionnement du cellier en toutes les denrées alimentaires, dont le pain, le vin, la bière ;
- chargé du soin de la nourriture, de la préparation des pitances, de la fabrication du pain, de la bière, du vin et du fromage, de la confection des étoffes et des habits, de l'entretien des bâtiments, des distributions d'aumônes. Par extension, il est chargé des finances d'un monastère ;
- curé de la domesticité dans les grandes abbayes[1],[2],[3].

Le cellérier est nommé par l'abbé, ou le prieur. Sa charge est décrite dans la règle de saint Benoît au chapitre 31.
Il est appelé aussi procureur, ou porte ces deux titres simultanément, et est chargé à lui seul de la gestion des biens de l'abbaye.
Dans l'ordre des chartreux, le prieur se fait aider dans son administration, pour le spirituel par le vicaire et pour le temporel par le procureur, appelé aussi courrier. Le général des chartreux gouverne l'ordre avec des collaborateurs qu'on appelle officiers : le vicaire, le scribe, le sous-scribe, le procureur ou « courrier » de la Grande Chartreuse.
On l’appelle aussi pitencier
Par extension, toute personne chargée du même soin, ailleurs que dans un monastère.